# Pfeddersheim (Adelsgeschlecht)
Die Herren von Pfeddersheim (Ritter) waren ein mittelalterliches, niederadliges Geschlecht, das sich nach dem damaligen Dorf Pfeddersheim nannte.

## Familie
Die Familie ist im 13. und am Anfang des 14. Jahrhunderts belegt. Nur einzelne Familienmitglieder sind bekannt, ohne dass deren Verwandtschaftsverhältnisse zueinander immer rekonstruiert werden können.

## Familienmitglieder
Als Familienmitglieder belegt sind: 
- Heinrich, belegt für 1217. Er hatte zwei Söhne:
  - Heinrich und
  - Jakob.
- Bernold und
- Konrad. Beide treten gemeinsam als Zeugen von Urkunden 1227 und 1249 auf.
- Wolfram stand im Dienst der Stadt Worms. 1254 war er Gesandter der Stadt am Hof des deutschen Königs Wilhelm von Holland. 1255 war er als Gesandter der Stadt nach Straßburg unterwegs, als er von Graf Emich von Leinigen[Anm. 2] angegriffen und festgesetzt wurde. Letztmals trat Wolfram 1257 als Zeuge einer Urkunde in Erscheinung.
- Lupfried wird im Jahr 1304 genannt.